# Recommence-moi
Albums de Santa
999 (EP)
(2022)
Singles
1. Popcorn salé
Sortie : 25 mars 2022
2. Recommence-moi
Sortie : 22 mars 2024
3. La différence
Sortie : 10 janvier 2025

Recommence-moi est le premier album studio solo de la chanteuse française Santa, sorti le 24 mai 2024.
L'album remporte le prix de album de l'année lors de la 40e cérémonie des Victoires de la musique en 2025, ainsi que le prix de l'Album RTL de l'année 2024. Il est certifié disque de platine.

## Historique
Chanteuse du groupe Hyphen Hyphen, à la suite de l'annulation forcée de leur tournée Amérique du nord par la pandémie Covid-19 et le confinement, Santa se lance en parallèle dans une carrière solo. En 2022, elle sort un EP de 6 titres, 999, certifié disque d'or.
Le premier extrait de l'album, Popcorn salé, sorti en single le 25 mars 2022, rencontre un important succès et est certifié disque de diamant. Il remporte le Grand Prix Sacem de la chanson de l'année en 2024 et est nommé aux NRJ Music Awards 2023 dans la catégorie chanson francophone de l'année.
Le deuxième single, Recommence-moi, sorti le 22 mars 2024, est à son tour un succès et se certifie disque de diamant neuf mois après sa sortie. La chanson est reprise pour devenir l'hymne de la saison 12 de l'émission de téléréalité musicale Star Academy. Elle est également nommée dans la catégorie chanson originale de l'année lors de la 40e cérémonie des Victoires de la musique et aux NRJ Music awards 2024.
Le troisième single, La différence, sort le 10 janvier 2025 et se certifie disque d'or.

## Accueil

### Accueil critique
L'album est bien accueilli par la critique. La rédaction de Tendance ouest décrit l'album comme étant « prometteur » et « porté par une voix puissante et des textes poignants ». Le Soir met une note de 3/5, et décrit l'album comme « ambitieux » et les textes « d'une variété de qualité, à la fois décomplexée » et souligne l'interprétation de l'artiste en la décrivant comme « personnelle dans les textes sensibles ». Les critiques de Chartsinfrance.net décrivent l'album comme presque irréprochable malgré les influences trop nombreuses qui « engluent le tout » et le fait que Santa semble avoir « du mal à trouver l'équilibre musical entre son propre univers et celui de ses idoles ».
Le 17 décembre 2024, l'album remporte le prix de l'Album RTL de l'année 2024, décerné à la fois par la rédaction de RTL et par ses auditeurs.
Le 14 février 2025, l'album remporte la Victoire de l'album de l'année lors de la cérémonie des Victoires de la musique 2025, votée par les membres de l'industrie musicale française.

### Accueil commercial
L'album est un succès commercial : six mois après sa sortie, il se certifie disque de platine.
Un an après sa sortie, il s'est écoulé à plus de 160 000 exemplaires.

## Liste des titres
| 1.    | Popcorn salé                                       | Samantha Cotta | Samantha Cotta                                | 3:58 |
| 2.    | Recommence-moi                                     | Samantha Cotta | Samantha Cotta, Laura Christin                | 3:16 |
| 3.    | La différence                                      | Samantha Cotta | Samantha Cotta, Laura Christin                | 4:32 |
| 4.    | Les larmes ne coulent pas (avec Christophe Willem) | Samantha Cotta | Samantha Cotta, Laura Christin                | 3:42 |
| 5.    | Eva                                                | Samantha Cotta | Samantha Cotta                                | 3:49 |
| 6.    | Paradis                                            | Samantha Cotta | Samantha Cotta, Laura Christin                | 3:24 |
| 7.    | Chanter le monde                                   | Samantha Cotta | Samantha Cotta, Laura Christin                | 3:16 |
| 8.    | Où va le temps qui s'en va                         | Samantha Cotta | Samantha Cotta                                | 3:33 |
| 9.    | Qui a le droit                                     | Samantha Cotta | Samantha Cotta, Pauline Allie                 | 4:24 |
| 10.   | Silverlake                                         | Samantha Cotta | Samantha Cotta, Laura Christin, Pauline Allie | 2:46 |
| 11.   | Générique de fin                                   | Samantha Cotta |                                               | 2:17 |
| 38:57 |                                                    |                |                                               |      |

## Classements et certifications
| Classement (2024)            | Meilleure place |
| ---------------------------- | --------------- |
| Belgique (Wallonie Ultratop) | 2               |
| France (SNEP)                | 3               |
| France (SNEP Physique)       | 1               |
| Suisse (Schweizer Hitparade) | 16              |

| Classement (2024)            | Position |
| ---------------------------- | -------- |
| Belgique (Wallonie Ultratop) | 23       |
| France (SNEP)                | 20       |

### Certifications
| Pays           | Certification | Ventes certifiées |
| -------------- | ------------- | ----------------- |
| France (SNEP)  | Platine       | 100 000           |
| Belgique (BEA) | Or            | 10 000            |

### Titres certifiés en France[27]
- Popcorn salé  Diamant[6]
- Recommence-moi  Diamant[8]
- La différence  Or[28]

## Tournée
À la suite de la sortie de son album, Santa annonce faire une pause avant de débuter sa tournée de 35 dates le 5 juin 2025 dans toute la France, avec ensuite une tournée des Zéniths, puis une tournée des festivals en France, en Belgique, et en Suisse, qui terminera par un grand concert à l'Accor Arena de Paris.